# Ipuiuna
Ipuiuna là một đô thị thuộc bang Minas Gerais, Brasil. Đô thị này có diện tích 298,893 km², dân số năm 2007 là 9183 người, mật độ 33 người/km².